# Pandanus amaryllifolius
Pandanus amaryllifolius är en enhjärtbladig växtart som beskrevs av William Roxburgh. Pandanus amaryllifolius ingår i släktet Pandanus och familjen Pandanaceae. Inga underarter finns listade.

## Bildgalleri

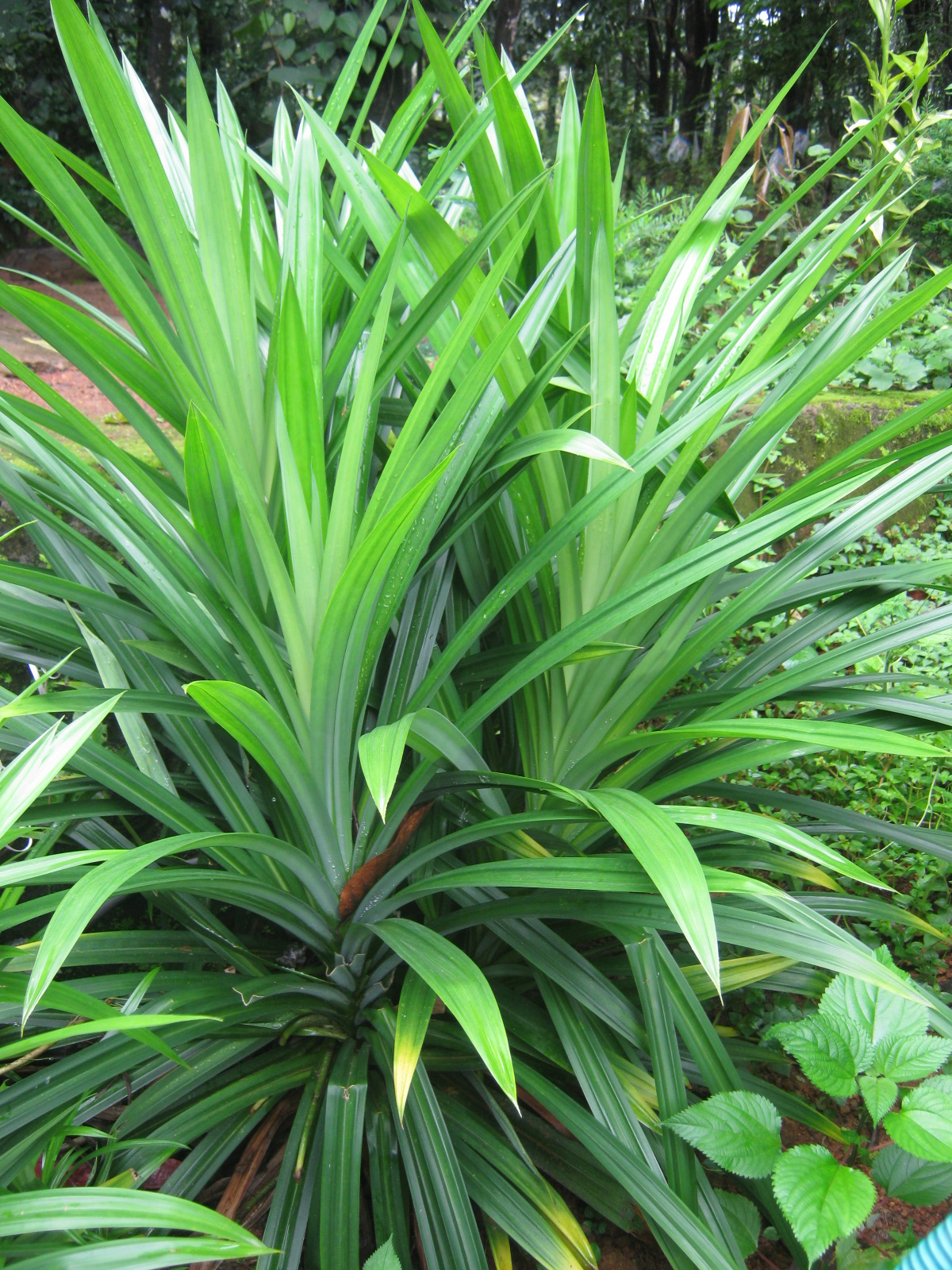